# Saimir Kastrati
Saimir Kastrati (Laç, 7 marzo 1987) è un ex calciatore albanese, di ruolo difensore.

## Palmarès

### Club

#### Competizioni nazionali
- Coppa d'Albania: 1

Laçi: 2012-2013